# Elle (mitologia)
Elle (in greco antico: Ἕλλη?, Hèllē) o Atamantide (Ἀθαμαντίς, Athamantìs) è un personaggio della mitologia greca. Fu una principessa della Beozia ed è l'Eponimo dell'Ellesponto.

## Genealogia
FIglia di Atamante (re di Beozia) e di Nefele e sorella di Frisso.

## Mitologia
Elle, a causa della gelosia della matrigna Ino (che aveva sposato il padre dopo che questi ne ripudiò la madre), dovette fuggire assieme al fratello (Frisso) aggrappandosi al dorso del Crisomallo (l'ariete dal vello d'oro) iniziando così uno straordinario viaggio che li portò a sorvolare i mari e le terre fino a quando oltrepassarono la Tracia. Elle però durante il viaggio si addormentò e lasciò la presa e così cadde in mare ed annegò nello stretto che da quel momento prese il nome di Ellesponto, cioè "il mare di Elle" e che corrisponde all'attuale stretto dei Dardanelli. 
Secondo le leggende più diffuse Elle morì nel mare dopo la caduta, ma in alcune versioni lei fu salvata da Poseidone e da cui in seguito partorì Peone (a volte chiamato Edono) ed il gigante Almopo. Secondo Luciano di Samosata, il corpo della ragazza venne recuperato dalle Nereidi e seppellito nella Troade.